# به‌نوکه
به‌نوکه (به کردی: به‌نۆکه) یک منطقهٔ مسکونی در عراق است که در کردستان واقع شده‌است.